# Liver International
Liver International, abgekürzt Liver Int., ist eine wissenschaftliche Fachzeitschrift, die vom Wiley-Blackwell-Verlag veröffentlicht wird. Die Zeitschrift wurde 1981 unter dem Namen Liver gegründet und erhielt 2003 den heutigen Namen. Sie ist das offizielle Publikationsorgan der International Association for the Study of the Liver. Die Zeitschrift erscheint mit sechs Ausgaben im Jahr und veröffentlicht Arbeiten aus dem Bereich der Gastroenterologie.
Der Impact Factor lag im Jahr 2014 bei 4,85. Nach der Statistik des ISI Web of Knowledge wird das Journal mit diesem Impact Factor in der Kategorie Gastroenterologie und Hepatologie an 13. Stelle von 76 Zeitschriften geführt.